# Escalfamento
Escalfamento é uma técnica de cozimento que envolve cozinhar submergindo a comida em um líquido, como água, leite, caldo, vinho ou manteiga, sem que este líquido ferva. Escalfamento é diferenciado dos outros métodos de cozimento "a calor húmido", nela se usa uma temperatura relativamente baixa (cerca de 71–82 °C).